# Gründel (Leutersdorfer Wasser)
Das Gründel ist ein rechtsseitiger Zufluss des Leutersdorfer Wassers mit einer Länge von rund anderthalb Kilometer in der Stadt Seifhennersdorf im ostsächsischen Landkreises Görlitz in Deutschland.

## Beschreibung
Der Bach entspringt am Südwesthang des Jockelsberges bei Seifhennersdorf und fließt anfänglich am Fuße der Quetsche vorbei in östliche Richtung. Am Windmühlberg wendet sich der Bach nach Südosten. Beim Naturheilpark fließt das Gründel in das besiedelte Kataster von Seifhennersdorf, wo es nordöstlich des Bahnhofs Seifhennersdorf zwischen den Ortslagen Seifen und der Scheibe unter der Bahnstrecke Mittelherwigsdorf–Varnsdorf–Eibau hindurch fließt. An der August-Förster-Straße mündet das Gründel in das Leutersdorfer Wasser.